# وانوكريم
وانوكريم (أيضا ونكريم) هو جبل في المغرب يقع جنوب مراكش. فقد اثنين من القمم، تمزغيدة (4,089 متر (13,415 قدم)) ورأس وانوكريم (4,083 متر (13,396 قدم)) وهما ثاني وثالث أعلى قمم جبال الأطلس.